# Dębowy Ług
Dębowy Ług (biał. Дубовы Лог, Dubowy Łoh; ros. Дубовый Лог, Dubowyj Łog) – wieś na Białorusi, w obwodzie homelskim, w rejonie dobruskim, położona około 14 km na wschód od Wietki i 15 km na północ od Dobruszu.